# Hendrick’s gin
Джин Хендрикс (Hendrick’s Gin) — шотландский джин, производимый компанией William Grant & Sons в Гирване, Шотландия. Бренд появился в 1999 году. Помимо традиционного вкуса джина, который дает можжевельник, в Hendrick’s присутствует вкус болгарской розы (Bulgarian rose) и огурца. Джин Hendrick’s также обладает ароматом можжевельника и кориандра. Hendrick’s бутилируется в фирменные темные непрозрачные («аптечные») бутылки.

## Производство
Для производства джина Hendrick’s используют не один, а два перегонных аппарата.
Первый — перегонный аппарат с корзиной (Carter head), имеет очень необычную конструкцию: в отличие от большинства подобных перегонных аппаратов, в которых травы вывариваются, данный аппарат «купает» их на пару.
Другой аппарат — перегонный аппарат братьев Беннетов. Он был изготовлен в Лондоне в 1860 году, и является одним из старейших перегонных аппаратов в мире, находящихся в эксплуатации.
Процесс дистилляции начинается с того, что перегонный аппарат братьев Беннетов наполняют зерновым спиртом, водой и 11 видами растений (цветами бузины и ромашки, цедрой лимона и апельсина, ягодами можжевельника и кубебы, корнем дудника, фиалковым корнем, лабазником, кориандром, зернами тмина). Все это сутки вымачивается в спирте, а затем начинается процесс дистилляции. Перегонный куб братьев Беннетов нагревается через паровую рубашку расположенную у его основания. Смесь закипает и образует пары спирта. Поступая из перегонного куба по отводу в конденсатор, пар снова превращается в жидкость крепостью около 80 %.
Перегонный аппарат с корзиной, напротив, наполняют только зерновым спиртом и водой. Травы помещают в корзину, которая расположена внутри трубки отвода жидкости. Данные о пропорции и порядке закладки трав принадлежат владельцам бренда джина Hendrick’s.
Как и в случае с перегонным аппаратом братьев Беннетов, тепло поступает к основанию аппарата через паровую рубашку, но потом пары спирта направляются к корзине обдавая травы. Скорость дистилляции играет очень важную роль при «купании» трав на пару, и требует непрерывного контроля и регуляции.
После дистилляции в перегонном кубе с корзиной перегнанный спирт становится крепче — около 83 %.
После получения двух разных спиртов их смешивают в емкостях объёмом около 450 литров. После завершения процесса купажирования в смесь спиртов добавляют эссенцию из розы и пюре огурца. Используются болгарские розы сорта Damascena и огурцы из Бельгии. Далее джин проходит холодную фильтрацию, и бутилируется. Крепость напитка в Великобритании и Шотландии равна 41,4 %, в остальных странах 44 %.

## Награды и премии
- 2000 и 2003 — золотая медаль на Международном конкурсе спиртных напитков в Сан-Франциско (San Francisco International Spirits Competition)[4]
- 2003 — титул «Джин года» от газеты «Wall Street Journal»
- 2003 — титул «Спиртной напиток года» и «Джин года» от журнала Food & Wine Magazine
- 2004 — золотая медаль на международном конкурсе спиртных напитков в Сан-Франциско (San Francisco International Spirits Competition)
- 2006 — золотая медаль в конкурсе на лучший дизайн упаковки от журнала Class Magazine
- c 2005 по 2012 — два двойных золота, два золота и три серебряные награды (San Francisco International Spirits Competition)
- с 2007 по 2011 — Институт Исследования Напитков (The Beverage Testing Institute) присудил 93, 94 и 95 баллов в период между 2007 и 2011 годами[5]
- 2009 — серебряная медаль в номинации «лучший дизайн упаковки» на международном конкурсе спиртных напитков в Сан-Франциско
- 2014 — бронзовая медаль на международном конкурсе спиртных напитков в Сан-Франциско